# Championnat du Vanuatu de football 2021
Navigation
Édition précédente Édition suivante
La saison 2021 du Championnat du Vanuatu de football est la 14e édition du championnat national, appelé la VFF Champions League. La compétition permet de confronter les meilleures équipes des différentes provinces de l'archipel, afin de déterminer les représentants du Vanuatu en Ligue des champions de l'OFC.
La compétition conserve le même format que lors de l'édition précédente, avec un fonctionnement en deux phases :
- Les clubs de la province de Port-Vila continuent à s'affronter entre eux, au sein du championnat local, la Premia Divisen, en matchs aller-retour. Le vainqueur de la phase régulière est sacré champion régional et se qualifie pour la compétition nationale, la VFF Champions League. Il en va de même pour les 7 autres provinces de Vanuatu, qui envoient également chacune un représentant.
- La VFF Champions League voit les huit équipes s'affronter en phases de poules, puis pour les quatre meilleures équipes, lors d'une phase finale à élimination directe. Les deux équipes finalistes obtiennent également leur billet pour la Ligue des champions de l'OFC.

C'est la formation d'ABM Galaxy Football Club, tenant du titre, qui remporte à nouveau la compétition nationale après avoir battu RueRue FC en finale. C'est le second titre de l'histoire du club. 

## Compétition

### Ligue de football de Port-Vila

#### Participants
- Yatel FC
- Tafea FC
- Erakor Golden Star
- Tupuji Imere FC
- ABM Galaxy Football Club
- Sia-Raga FC
- North Efate United FC - Promu de D2
- Mauwia FC
- Seveners United - Promu de D2
- Ifira Black Bird FC

#### Résultats
Le classement est établi sur le barème de points classique (victoire à 3 points, match nul à 1, défaite à 0). 
| Rang | Équipe                    | Pts | J  | G  | N | P  | Bp | Bc | Diff |  | Résultats (▼ dom., ► ext.) | Gal | Taf | Tup | Ifi | Era | Yat | NEt | Mau | Sev | Sia  |
| ---- | ------------------------- | --- | -- | -- | - | -- | -- | -- | ---- |  | -------------------------- | --- | --- | --- | --- | --- | --- | --- | --- | --- | ---- |
| 1    | ABM Galaxy Football ClubT | 54  | 18 | 18 | 0 | 0  | 74 | 11 | +63  |  | ABM Galaxy Football ClubT  |     | 2-0 | 3-1 | 2-0 | 2-1 | 4-0 | 7-0 | 6-2 | 6-0 | 7-1  |
| 2    | Tafea FC                  | 37  | 18 | 11 | 4 | 3  | 40 | 18 | +22  |  | Tafea FC                   | 0-1 |     | 1-0 | 1-0 | 3-0 | 2-0 | 2-1 | 4-1 | 3-2 | 11-2 |
| 3    | Tupuji Imere FC           | 30  | 18 | 8  | 6 | 4  | 27 | 21 | +6   |  | Tupuji Imere FC            | 1-2 | 1-1 |     | 1-0 | 1-3 | 0-0 | 2-2 | 3-0 | 4-1 | 1-0  |
| 4    | Ifira Black Bird FC       | 28  | 18 | 8  | 4 | 6  | 25 | 16 | +9   |  | Ifira Black Bird FC        | 0-1 | 1-2 | 0-1 |     | 1-0 | 1-0 | 3-3 | 2-0 | 4-0 | 1-0  |
| 5    | Erakor Golden Star        | 27  | 18 | 8  | 3 | 7  | 31 | 28 | +3   |  | Erakor Golden Star         | 1-7 | 1-1 | 3-4 | 0-0 |     | 2-2 | 1-0 | 2-1 | 3-1 | 3-0  |
| 6    | Yatel FC                  | 26  | 18 | 7  | 5 | 6  | 23 | 24 | -1   |  | Yatel FC                   | 1-4 | 2-0 | 1-2 | 1-1 | 1-0 |     | 2-1 | 0-2 | 0-0 | 4-1  |
| 7    | North Etafe United FCP    | 20  | 18 | 5  | 5 | 8  | 35 | 41 | -6   |  | North Etafe United FCP     | 1-7 | 2-2 | 0-0 | 2-4 | 0-3 | 2-3 |     | 0-0 | 4-2 | 5-1  |
| 8    | Mauwia FC                 | 19  | 18 | 5  | 4 | 9  | 20 | 34 | -14  |  | Mauwia FC                  | 0-3 | 0-2 | 1-2 | 0-0 | 1-0 | 1-1 | 1-5 |     | 3-1 | 3-1  |
| 9    | Seveners United FCP       | 10  | 18 | 2  | 4 | 12 | 22 | 50 | -28  |  | Seveners United FCP        | 0-4 | 1-1 | 1-1 | 2-3 | 2-6 | 1-3 | 1-3 | 2-2 |     | 2-0  |
| 10   | Sia-Raga FC               | 1   | 18 | 0  | 1 | 17 | 13 | 67 | -54  |  | Sia-Raga FC                | 2-6 | 1-4 | 2-2 | 0-4 | 1-2 | 0-2 | 1-5 | 0-2 | 0-3 |      |

|  | Qualification pour la VFF Champions League       |
|  | Participation au barrage de promotion-relégation |
|  | Relégation directe en Fes Divisen                |
|  | P : Promu de Fes Divisen                         |

#### Barrage de promotion-relégation
| Équipe 1           | Résultat | Équipe 2        | Aller | Retour |
| ------------------ | -------- | --------------- | ----- | ------ |
| Seveners United FC | 2 - 6    | (D2) Mauriki FC | 2 - 5 | 0 - 1  |

- Mauriki FC prend la place du Seveners United FC en Premia Divisen.

### VFF Champions League

#### Participants
- ABM Galaxy Football Club - Représentant de la ville de Port-Vila
- Kraisua FC - Représentant de la province de Taféa
- Malampa Revivors FC - Représentant de la ville de Luganville
- Patvuti FC - Représentant de la province de Sanma
- Eraniao Elau Egis FC - Représentant de la province de Shefa
- Fanla FC - Représentant de la province de Malampa
- RueRue FC - Représentant de la province de Pénama
- Nere FC - Représentant de la province de Torba

#### Résultats

##### Phase de poules
| Rang | Équipe               | Pts | J | G | N | P | Bp | Bc | Diff |  | Résultats (▼ dom., ► ext.) | Rue | Kra | Pat | Era |
| ---- | -------------------- | --- | - | - | - | - | -- | -- | ---- |  | -------------------------- | --- | --- | --- | --- |
| 1    | RueRue FC            | 9   | 3 | 3 | 0 | 0 | 7  | 0  | +7   |  | RueRue FC                  |     | 1-0 | 3-0 | 3-0 |
| 2    | Kraisua FC           | 6   | 3 | 2 | 0 | 1 | 4  | 2  | +2   |  | Kraisua FC                 |     |     | 2-1 | 2-0 |
| 3    | Patvuti FC           | 3   | 3 | 1 | 0 | 2 | 4  | 7  | -3   |  | Patvuti FC                 |     |     |     | 3-2 |
| 4    | Eraniao Elau Egis FC | 0   | 3 | 0 | 0 | 3 | 2  | 8  | -6   |  | Eraniao Elau Egis FC       |     |     |     |     |

| Rang | Équipe                   | Pts | J | G | N | P | Bp | Bc | Diff |  | Résultats (▼ dom., ► ext.) | Gal | Mal | Ner | Fan  |
| ---- | ------------------------ | --- | - | - | - | - | -- | -- | ---- |  | -------------------------- | --- | --- | --- | ---- |
| 1    | ABM Galaxy Football Club | 9   | 3 | 3 | 0 | 0 | 20 | 1  | +19  |  | ABM Galaxy Football Club   |     | 3-0 | 7-0 | 10-1 |
| 2    | Malampa Revivors FC      | 6   | 3 | 2 | 0 | 1 | 8  | 7  | +1   |  | Malampa Revivors FC        |     |     | 2-1 | 6-3  |
| 3    | Nere FC                  | 3   | 3 | 1 | 0 | 2 | 5  | 12 | -7   |  | Nere FC                    |     |     |     | 4-3  |
| 4    | Fanla FC                 | 0   | 3 | 0 | 0 | 3 | 7  | 20 | -13  |  | Fanla FC                   |     |     |     |      |

##### Phase finale
|  | Demi-finales             | Demi-finales             | Demi-finales     | Demi-finales     |                               |                          | Finale         | Finale         | Finale         | Finale         |
|  |                          |                          |                  |                  |                               |                          |                |                |                |                |
|  | 1er juillet 2021         | 1er juillet 2021         | 1er juillet 2021 | 1er juillet 2021 |                               |                          | 3 juillet 2021 | 3 juillet 2021 | 3 juillet 2021 | 3 juillet 2021 |
|  | ABM Galaxy Football Club | ABM Galaxy Football Club | 2                | 2                |                               |                          | 3 juillet 2021 | 3 juillet 2021 | 3 juillet 2021 | 3 juillet 2021 |
|  | ABM Galaxy Football Club | ABM Galaxy Football Club | 2                | 2                |                               |                          | 3 juillet 2021 | 3 juillet 2021 | 3 juillet 2021 | 3 juillet 2021 |
|  | Kraisua FC               | Kraisua FC               | 1                | 1                |                               |                          | 3 juillet 2021 | 3 juillet 2021 | 3 juillet 2021 | 3 juillet 2021 |
|  | Kraisua FC               | Kraisua FC               | 1                | 1                | ABM Galaxy Football Club      | ABM Galaxy Football Club | 3              | 3              |                |                |
|  | 1er juillet 2021         |                          |                  |                  | ABM Galaxy Football Club      | ABM Galaxy Football Club | 3              | 3              |                |                |
|  |                          |                          | RueRue FC        | RueRue FC        | 0                             | 0                        |                |                |                |                |
|  | RueRue FC                | RueRue FC                | RueRue FC        | RueRue FC        | 0                             | 0                        | 1              | 1              |                |                |
|  | RueRue FC                | RueRue FC                |                  |                  |                               |                          |                | 1              |                |                |
|  | Malampa Revivors FC      | Malampa Revivors FC      | 0                | 0                |                               |                          |                |                |                |                |
|  | Malampa Revivors FC      | Malampa Revivors FC      | 0                | 0                | Match pour la troisième place |                          |                |                |                |                |
|  |                          |                          |                  |                  |                               |                          |                |                |                |                |
|  | 3 juillet 2021           |                          |                  |                  |                               |                          |                |                |                |                |
|  | Malampa Revivors FC      | Malampa Revivors FC      | 1                | 1                |                               |                          |                |                |                |                |
|  | Malampa Revivors FC      | Malampa Revivors FC      | 1                | 1                |                               |                          |                |                |                |                |
|  | Kraisua FC               | Kraisua FC               | 3                | 3                |                               |                          |                |                |                |                |
|  | Kraisua FC               | Kraisua FC               | 3                | 3                |                               |                          |                |                |                |                |

## Bilan de la saison
| Championnat du Vanuatu de football 2021 |                                     |
| Champion                                | ABM Galaxy Football Club (2e titre) |
| Qualifications continentales            |                                     |
| Ligue des champions de l'OFC 2022       | ABM Galaxy Football Club            |
| Ligue des champions de l'OFC 2022       | RueRue FC                           |
| Promotions et relégations               |                                     |
| Promus en PVFA Lik Premia Divisen       | Mauriki FC                          |
| Promus en PVFA Lik Premia Divisen       | Shepherds United FC                 |
| Relégués en PVFA Lik Fes Divisien       | Seveners United FC                  |
| Relégués en PVFA Lik Fes Divisien       | Sia-Raga FC                         |